# 李漢東
李 漢東（イ・ハンドン、朝鮮語: 이한동、1934年12月5日 - 2021年5月8日）は、韓国の政治家。元首相、第11・12・13・14・15・16代韓国国会議員。本貫は固城李氏。
東亜日報代表理事・社長の金載昊は娘婿。

## 経歴
京畿道抱川郡出身。景福中高校、ソウル大学校法科大学卒業。卒業後はソウル地方法院裁判官、ソウル地方検察庁特別調査1部長、刑事1部長を務めた。
政界入り後は民主正義党事務総長・院内総務・政策委議長、内務部長官、民主自由党院内総務、国会副議長、新韓国党代表最高委員、ハンナラ党総裁権限代行、自由民主連合総裁、国務総理、第16代大統領候補（ハナロ国民連合）、ハナロ国民連合代表最高委員を歴任した。特に人事聴聞会を経て任命された韓国最初の国務総理である一方、連立政権のDJP連合が崩壊した際には国務総理職に残ったため、自民連総裁でありながら韓国憲政史上初の党代表の党籍除名処分を受けた。
2021年5月8日死去、享年87。